# Fredrik V av Danmark
Fredrik V (danska och norska: Frederik V), född 31 mars 1723 på Köpenhamns slott i Köpenhamn, död 14 januari 1766 på Christiansborgs slott i Köpenhamn, var kung av Danmark och Norge från 1746 fram till sin död. Han var son till Kristian VI av Danmark och Sofia Magdalena av Brandenburg-Kulmbach och tog valspråket Ved forsigtighed og bestandighed.

## Kronprinstiden

### Födelse och familjebakgrund

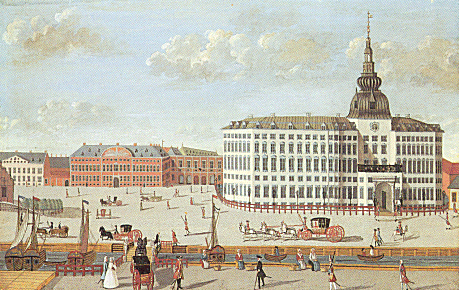
Köpenhamns slott omkring 1730.

Prins Fredrik föddes  mellan 10 och 11 på kvällen den 31 mars 1723 som enda son till kronprins Kristian av Danmark och Norge och Sofia Magdalena av Brandenburg-Kulmbach. Han var den siste danske prins som föddes på det gamla Köpenhamns slott som hade sitt ursprung i slutet av 1300-talet och byggts ut och om så många gånger att murarna började halka och spricka. Slottet revs 1731 och ersattes av ett nytt praktfullt kungligt residens, Christiansborgs slott, där Fredrik senare kom att leva som kung. Den nyfödde prinsen fick sitt namn efter sin farfar, kung Fredrik IV, och döptes följande dag i kronprinsessans sovgemak av den kungliga hovpredikanten Christen Lemvig.
Som kronprinsens ende son var han från födseln förutbestämd att regera. En yngre syster dog redan som spädbarn 1724, och hans enda överlevande syster prinsessan Louise av Danmark föddes 1726. Den 12 oktober 1730 dog hans farfar kung Fredrik IV, och prins Fredriks far besteg tronen som kung Kristian VI, samtidigt som han själv blev kronprins vid sju års ålder.

### Uppväxt och utbildning

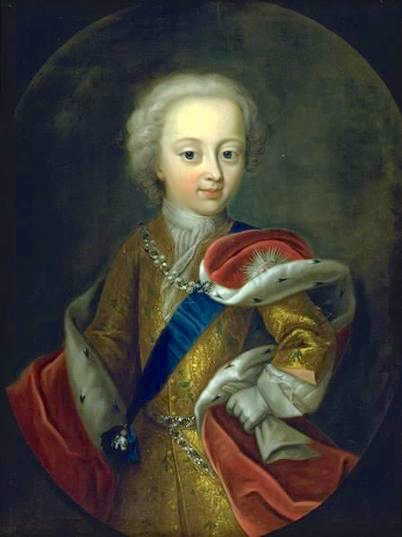
Porträtt av prins Fredrik som barn med Elefantorden.

Kung Kristian VI och drottning Sophie Magdalena var djupt hängivna pietismen, en luthersk religiös rörelse, som betonar behovet av personlig fromhet och individuell religiös känsla framför kunskap om strikt ortodoxi. Fredrik fick därför en strikt religiös uppfostran. Redan 7 år gammal fick han en egen hovstat och fick som hovmästare den tyske adelsmannen Georg Wilhelm von Söhlenthal. Denne var en ivrig anhängare av herrnhutismen, och hans hus var centrum för huvudstadens pietistiska kretsar. Han delade en brinnande pietistisk fromhet med Kristian VI och var en tid kungens rådgivare i kyrkliga frågor. Söhlenthal lyckades dock inte påverka kronprinsens andliga utveckling, eftersom han själv var en alltför mild och svag karaktär, och 1738 avskedades han från sin hovmästaretjänst.
Kronprinsens utbildning blev ganska bristfällig. År 1730 gav kungen visserligen det betydande och välbildade statsman Iver Rosenkrantz tillsyn över kronprins Fredriks utbildning, men han hade dock inget inflytande på den faktiska undervisningen. Rosenkrantz var en anhängare av traditionell luthersk ortodoxi, och var kritisk till den pietism, som Christian VI fäste alltmer vid. Kungen tappade förtroendet för Rosenkrantz, och kronprinsens undervisning genomfördes därför helt i den tyska pietistiska anda som rådde vid hovet. Liksom sina förfäder vid det då huvudsakligen tyskspråkiga hovet i Köpenhamn talade Fredrik bara det danska språket dåligt och talade bättre tyska än danska hela sitt liv. Icke desto mindre hänvisade hans mor till honom som "Der Dänische Prinz" (den danske prinsen) eftersom han då och då talade danska. Bortsett från ett visst intresse för myntsamlande hade han få kulturella eller intellektuella intressen.

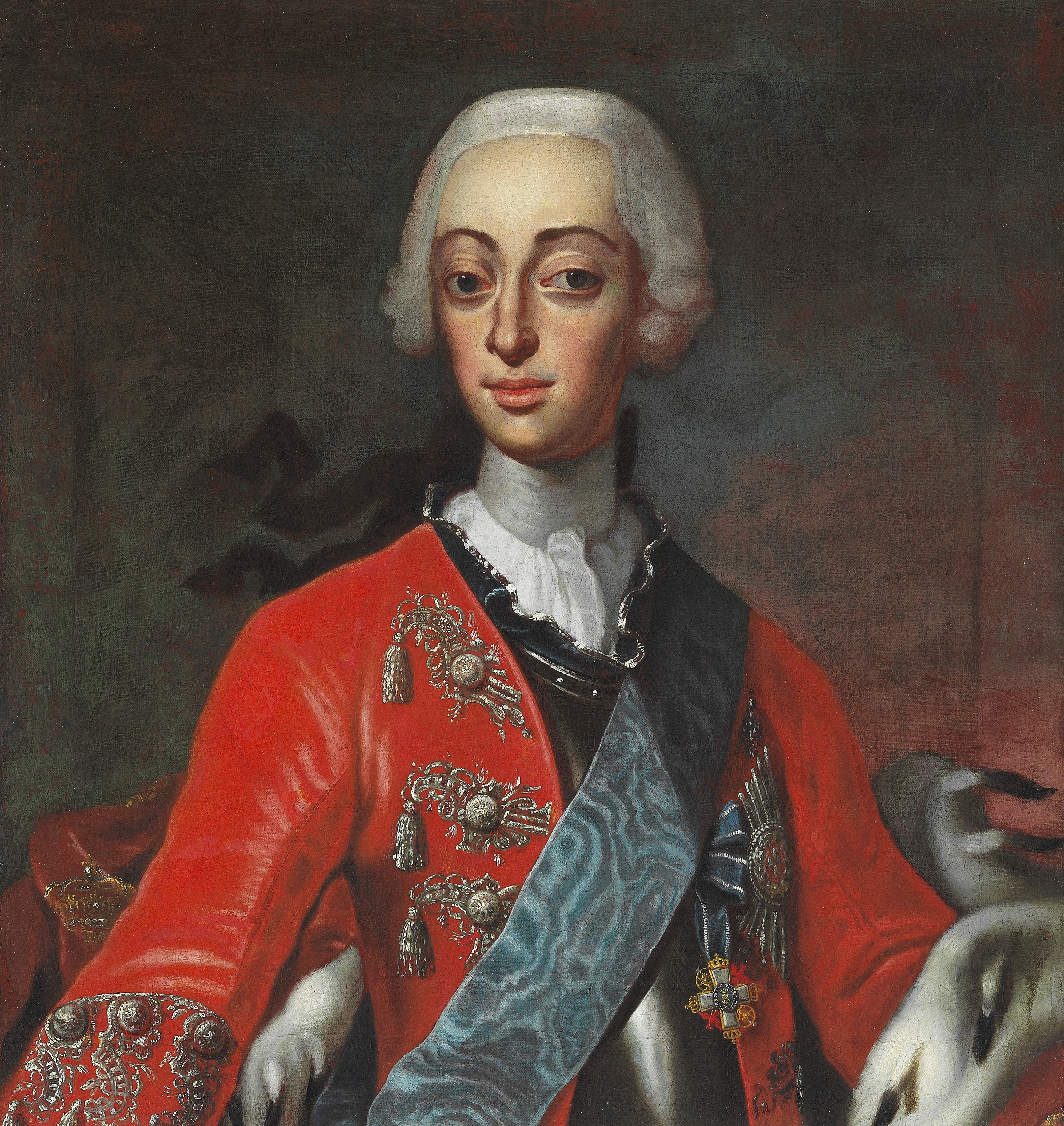
Porträtt av Fredrik som kronprins. Målning av Andreas Möller, cirka 1740.

Prins Fredrik visade sig redan som barn ha en helt annan karaktär än sina stränga och dystra föräldrar. Han var glad och vänlig till sin natur, mild och snäll mot alla och ville se sina undersåtar lyckliga. Till skillnad från sina föräldrar tyckte han om att umgås med allmänheten. Trots att han växte upp i ett pietistiskt hem greps inte Fredrik själv av pietismen. Visserligen var religiösa känslor inte främmande för honom, men han blev själv en livsnjutare som älskade nöjen, jakt, vin och kvinnor, och tiden gick med besök på stadens krogar och bordeller. Det antog en sådan omfattning att kungen övervägde att förklara honom oförmögen att regera. Men kungens rådgivare motsatte sig det, eftersom det juridiskt sett skulle vara ett brott mot Kongeloven, dansk-norskas enväldets grundlag från 1665. Samtidigt skulle det förstås vara ett problem för kungahuset att erkänna att den blivande kungen inte kunde regera.
År 1730 utsågs den 11 år äldre mecklenburgska adelsmannen Adam Gottlob Moltke till Fredriks kammarpage. Det fick stor betydelse för både kronprinsens och hans rikens framtid. Moltke hade varit page hos Fredriks far innan han hade blivit kung, och kungaparet litade på att Moltke kunde lära kronprinsen att behärska sig. 1743 befordrades Moltke till kronprinsens hovchef. Moltke gjorde dock lite för att kontrollera kronprinsens beteende, men under sin uppväxt utvecklade Frederik ett nära och förtroendefullt förhållande till Moltke, vilket fick en avgörande betydelse efter hans trontillträde.
1740 konfirmerades han och erhöll som arvtagare till tronen från och med då plats i Geheimekonseljen. Under den svenska successionskrisen 1743 till följd av drottning Ulrika Eleonoras död 1741, då det stod klart att ingen legitim arvinge var att vänta, hade Fredrik 1743 stora utsikter att bli vald till tronföljare i Sverige. Bondeståndet valde ensidigt kronprins Fredrik, och i Dalarna ställde dalkarlarna t.o.m. till ett uppror, "Stora Daldansen", för att genomdriva hans val, men danska regeringen visade sig föga intresserad för planen. Till följd av Freden i Åbo 1743, som gjorde slut på Hattarnas ryska krig, utsågs Adolf Fredrik av Holstein-Gottorp efter påtryckningar från den ryska kejsarinnan Elisabet Petrovna, till tronföljare i stället för Fredrik.

### Första äktenskapet

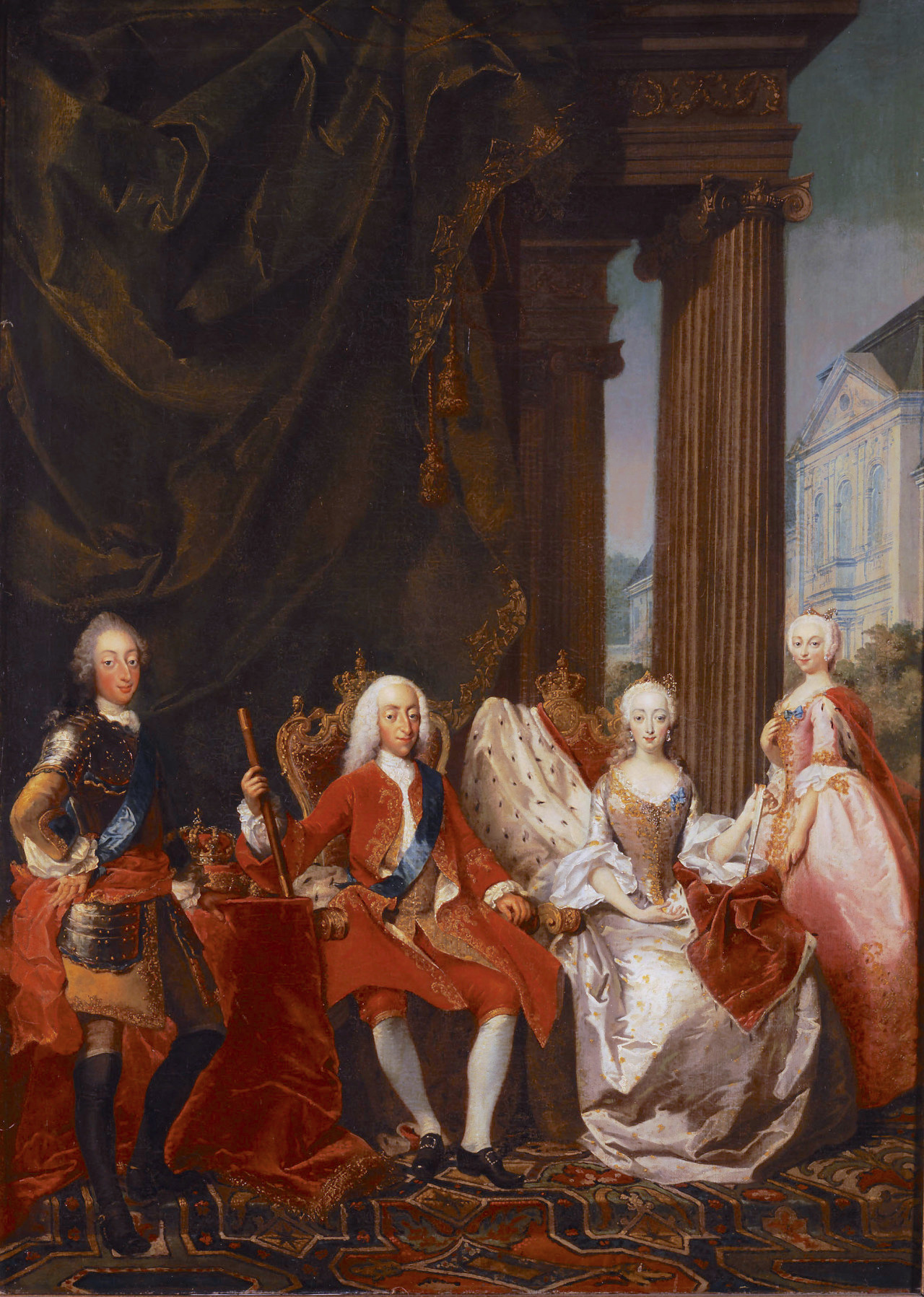
Kung Kristian VI med sin familj drottning Sofia Magdalena, kronprins Fredrik och kronprinsessan Louise. Hirschholms slott syns i bakgrunden. Målad av Marcus Tuscher, 1744.

Fredriks förkärlek för utsvävningar påskyndade planerna för hans äktenskap. 1743 ingicks överenskommelse om ett dynastiskt äktenskap mellan kronprins Fredrik och prinsessan Louise av Storbritannien, Kung Georg II av Storbritanniens yngsta dotter. Äktenskapet föreslogs av Storbritannien av politiska skäl. På den tiden tävlade Frankrike och Storbritannien om att bilda en allians med Danmark-Norge. Det protestantiska Storbritannien hade dock fördelen av att kunna ingå en äktenskapsallians och tanken uppstod mellan de brittiska ministrarna att ordna ett äktenskap mellan Louise och kronprins Fredrik. Den danska regeringen var positiv, medan Fredriks far, kung Kristian VI, till en början var motvillig till idén. Men när han såg chansen att äktenskapet skulle leda till brittiskt stöd för planerna på att göra kronprins Fredrik till svensk tronföljare ändrade han sig. Kronprinsen själv förklarade sig också villig till äktenskapet, efter att han hade fått ett porträtt av prinsessan och funnit hennes yttre tilltalande, och han hade fått höra om hennes vänlighet. Så mycket mer som även han ansåg, att de politiska omständigheterna gjorde äktenskapet önskvärt.
Under år 1743 inleddes därför äktenskapsförhandlingarna, som efter några månader framgångsrikt avslutades den 14 september. Bröllopet ägde rum 10 november samme år i Hannover med brudens bror hertigen av Cumberland som brudgummens ombud. En vecka efter bröllopet möttes paret i gränsstaden Altona i hertigdömet Holstein, som på den tiden var en del av den danska monarkin. Härifrån reste Louise och Fredrik vidare till Köpenhamn, där deras festliga intåg i huvudstaden ägde rum den 11 december till stort jubel från befolkningen. Redan samma dag upprepades vigseln, nu med brudgummen själv, i den nyss 1740 färdigställda Christiansborgs slottskyrka.

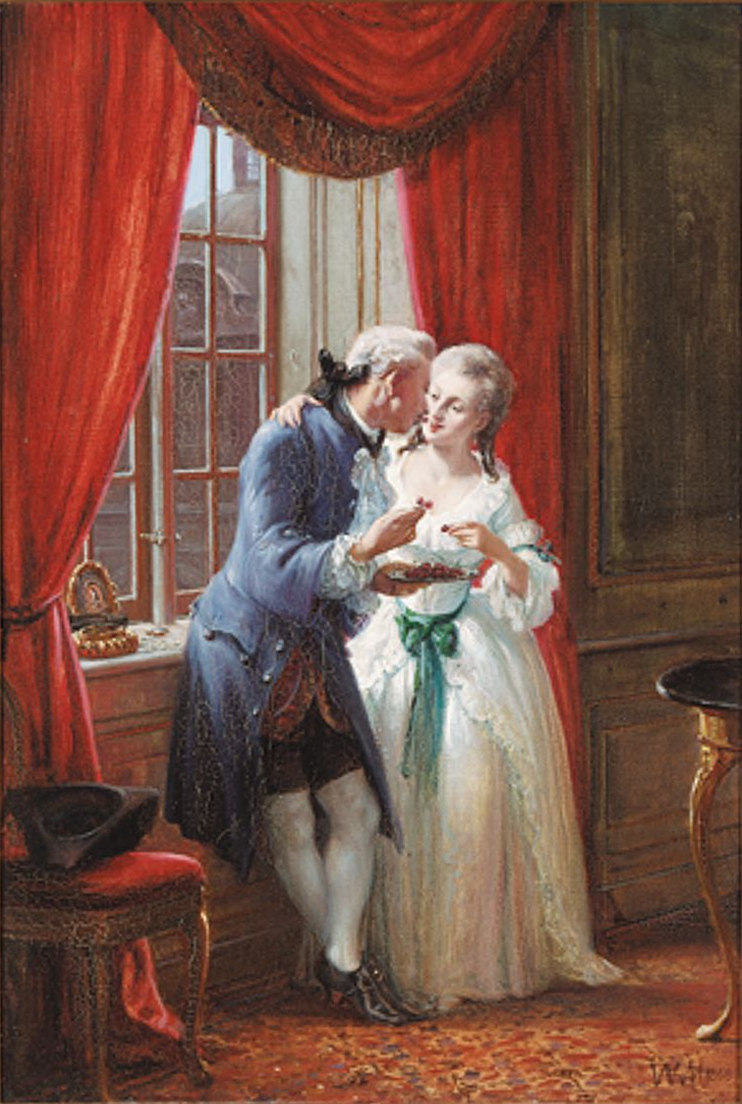
Kronprinsparet i sin lägenhet på Charlottenborgs slott. Historiemåleri av Wilhelm Marstrand (1868).

Louise gjorde sig snabbt populär i det danska hovet, och också från Köpenhamns invånare möttes hon av stor entusiasm på grund av sitt naturliga och okomplicerade beteende. Hennes popularitet bidrog också till att förbättra Fredriks ställning. Trots att äktenskapet var arrangerat och en politisk fördel för Storbritannien beskrivs förhållandet mellan makarna som gott, åtminstone under deras första år som gifta. Louise lyckades dock bara delvis tygla sin mans slösaktiga livsstil. Även om Fredrik uppenbarligen kände hög respekt för henne och alltid behandlade henne med vänlighet, var han enligt uppgift inte kär i henne och fortsatte med sina excesser efter deras äktenskap. Men Fredrik kände sig bekväm med henne, och Louise låtsades inte lägga märke till hans äktenskapsbrott. Tillsammans fick de fem barn, varav endast tronföljaren, kronprins Kristian, avled före sin 2 års födelsedag. Med sin favoritälskarinna, Else Hansen, senare adlad de Hansen och känd som Madam Hansen, fick han också fem barn, fyra döttrar och en son, under åren 1746 till 1751.

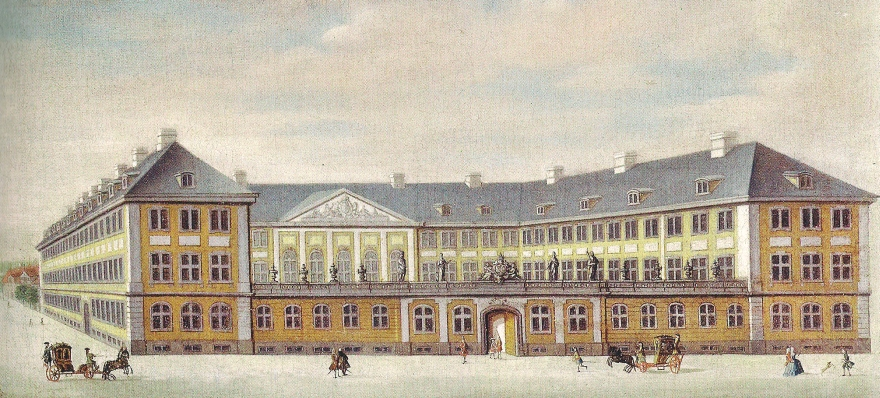
Prinsens palats 1757.

Efter bröllopet bosatte sig det nygifta kronprinsparet först på barockslottet Charlottenborgs slott, beläget vid Kongens Nytorv i centrala Köpenhamn. Charlottenborg blev snabbt ramen för ett livligt och sällskapligt hov som skilde sig mycket från den stela och tunga etikett som rådde vid kungaparets hov på Christiansborgs slott. Där bodde de tills de 1745 kunde flytta in i Prinsens palats, et stadspalats som var bygget om i rokokostil til bruk for kronprinsparet av den danske arkitekten Nicolai Eigtved, og som lå ved Frederiksholms Kanal rett ved Christiansborgs slott.

## Regeringstid

### Fredrik V bestiger tronen

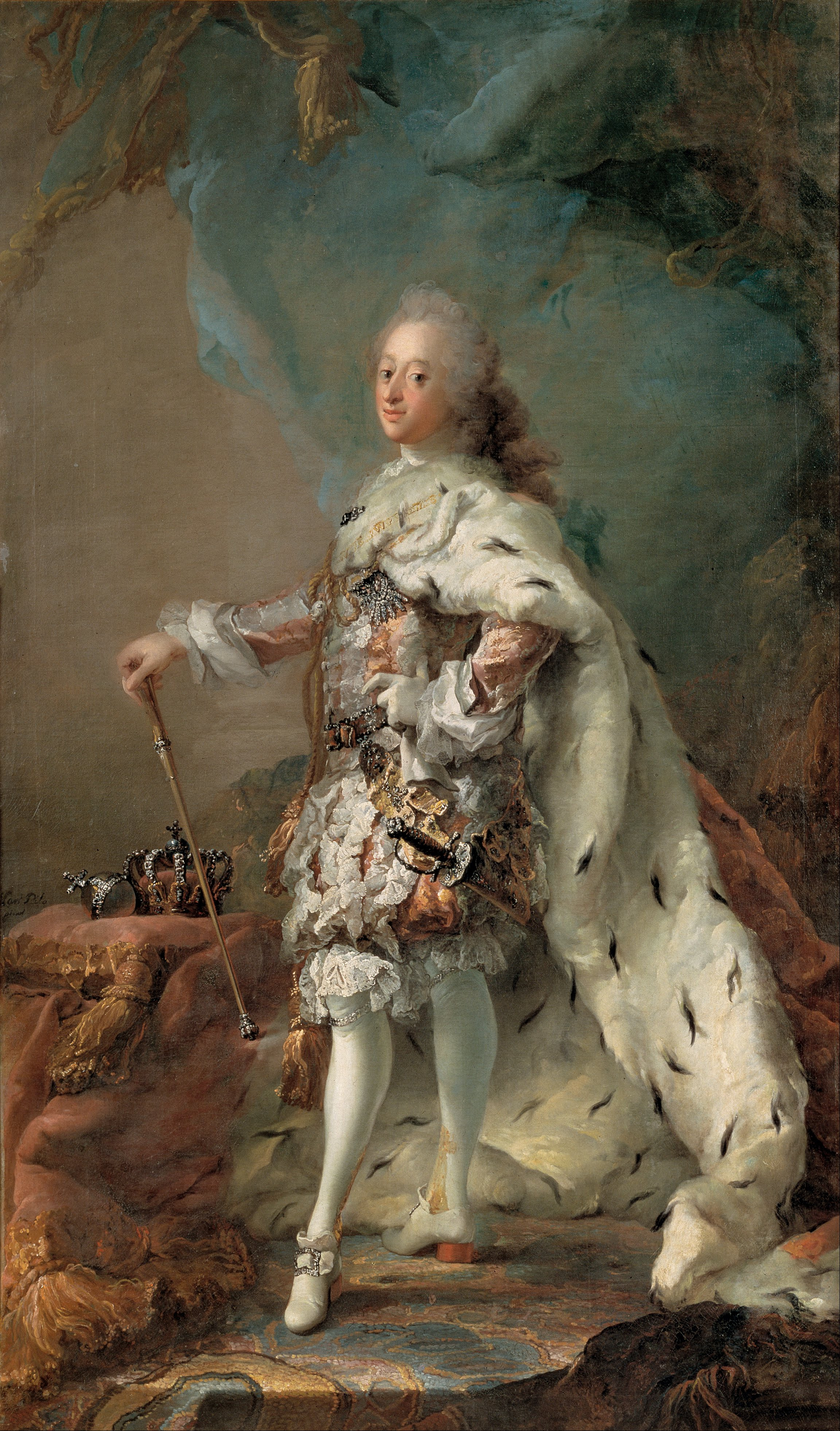
Fredrik V i kröningsdräkt. Målning av Carl Gustaf Pilo, ca 1750.

Den 6 augusti 1746 – dagen före sitt silverbröllop – dog kung Christian VI 46 år gammal på kungaparets sommarpalats Hirschholms slott norr om Köpenhamn. Vid sin fars död blev Fredrik 23 år gammal kung av Danmark och Norge som den femte absoluta monarken. Det nya kungaparet flyttade sedan den korta sträckan från Prinsens palats över Frederiksholms Kanal till Christiansborgs slott. Ceremonierna i samband med tronskiftet avslutades den 4 september året därpå, då den nya kungens smörjelse firades i Frederiksborgs slottskyrka, den traditionella kröningskyrkan för Danmark-Norges monarker under enväldet, beläget i staden Hillerød på norra Själland norr om Köpenhamn.
Tronbytet medförde en stor förändring i livet vid hovet, där ungdomen och livet nu gjorde entré och det pietistiska tvånget försvann. Så snart Fredrik bestigit tronen bortlades den stela hållning, som härskat vid hovet under hans pietistiske faders tid, och förbuden mot offentliga nöjen upphävdes. Konungen vann i hög grad folkets tillgivenhet, och denna blev ännu större, då hans gemål, Louise av Storbritannien, i motsats till många föregående, tyskfödda drottningar, visade kärlek till danska språket.

### Styrelse

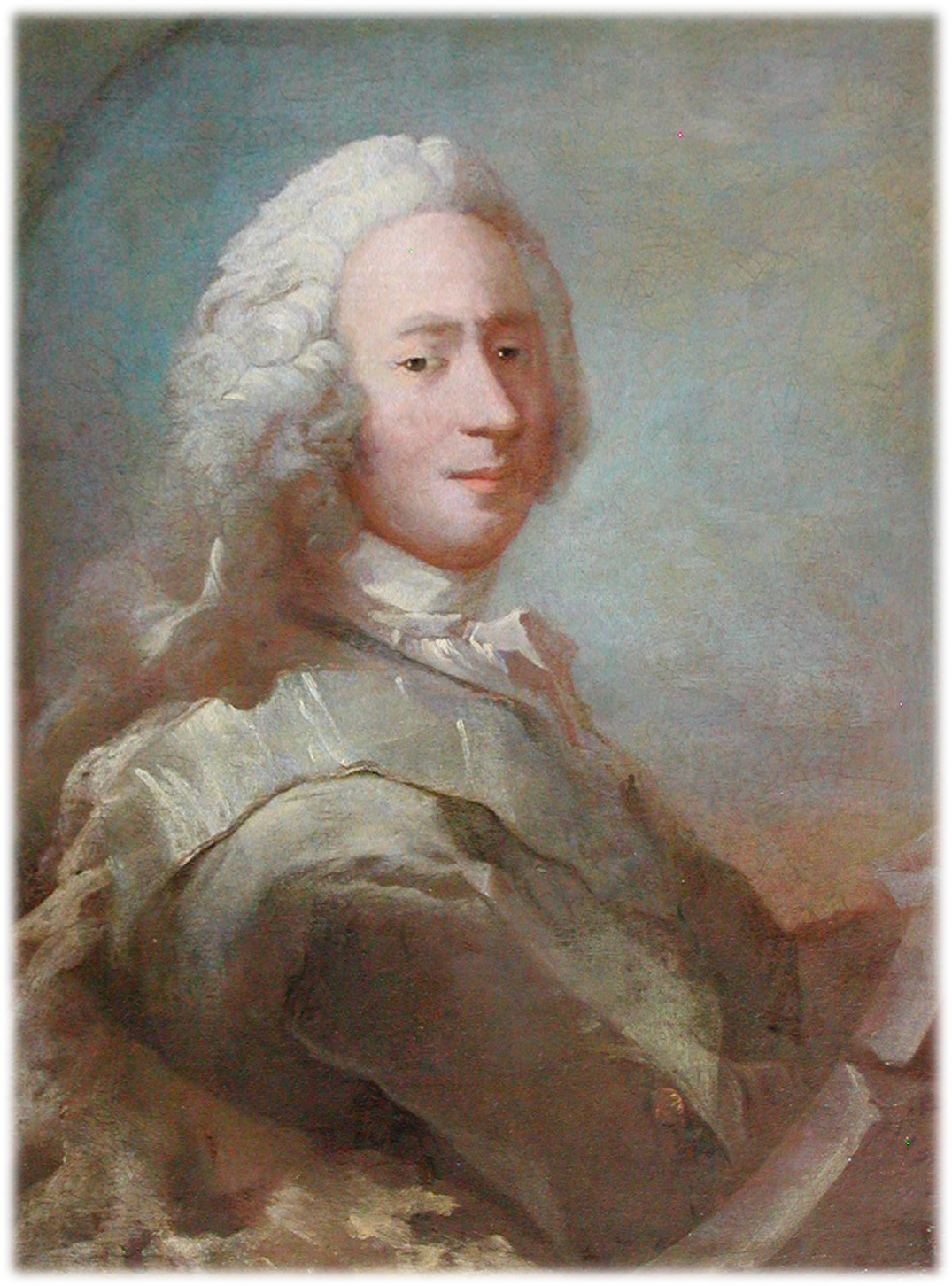
Adam Gottlob Moltke, kungens gunstling och Danmark-Norges de facto regent under Fredrik V. Målad av Carl Gustaf Pilo.

För statens styrelse hade Fredrik ringa intresse och förmåga. När Fredrik blev kung hade hans alkoholism redan utvecklats så att han knappast kunde leda en regering ensam och var helt hänvisad till att förlita sig på sina rådgivare. Han överlämnade därför styrelsen åt sin gunstling Adam Gottlob Moltke, samt åt sina ministrar, Johan Ludvig Holstein, Johan Hartvig Ernst Bernstorff och Otto Thott.

### Utrikespolitik
Det spända förhållande, som funnits mellan det danska kungahuset och Adolf Fredrik av Holstein-Gottorp, sedan denne blivit föredragen vid tronföljarvalet i Sverige, hävdes genom en förlikning 1750; och för att befästa vänskapen avtalades 1751 ett giftermål mellan Adolf Fredriks son, sedermera Gustav III, och Fredriks dotter Sofia Magdalena, som kom till stånd 1766. År 1755 slöts ett neutralitetsförbund mellan de nordiska rikena. Däremot uppnåddes 1751 ingen överenskommelse med hertigen av Holstein-Gottorp, Karl Peter Ulrik (tsar Peter III av Ryssland), om att överta hans del av Holstein mot Oldenburg och en stor summa penningar, och ett nytt förslag 1761 hade icke bättre resultat, utan höll på att inveckla Danmark i krig med Ryssland, sedan hertigen 1762 blivit kejsare där som Peter III. Efter Peters avsättning, samma år, öppnades emellertid nya underhandlingar, varjämte Danmark 1765 slöt ett förbund med Ryssland och förband sig att upprätthålla den då gällande författningen i Sverige.

### Inrikespolitik

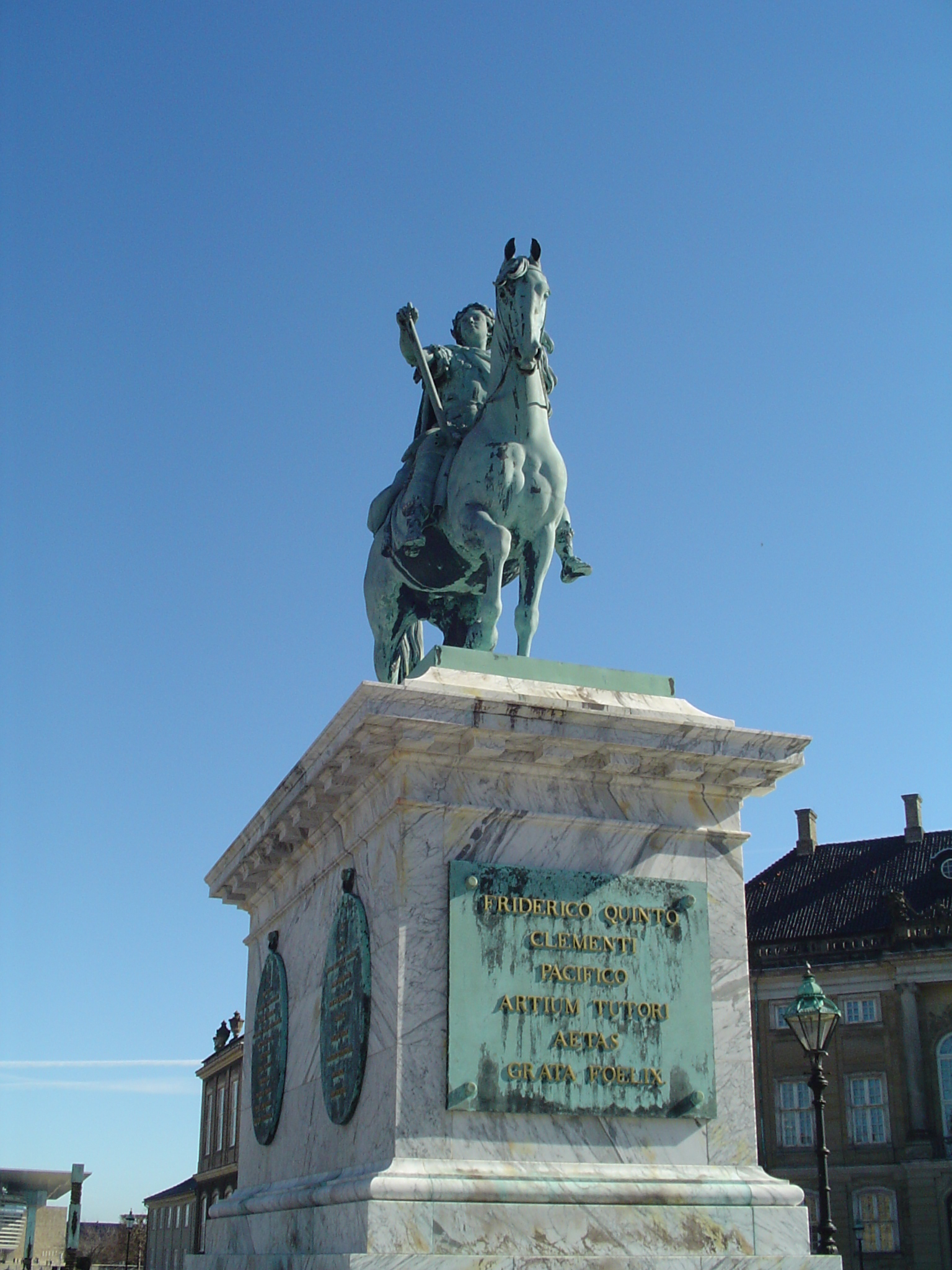
Fredrik V:s ryttarstaty på Amalienborgs slottsplats.

Man ägnade stor omvårdnad om handel och sjöfart; men det var endast den ostindiska handeln, som blomstrade, varför också det asiatiska kompaniet lät uppföra Fredriks staty till häst (fullbordad 1771 av den franske bildhuggaren J.F.J Saly). Industrin gynnades genom monopol, införselförbud och stora statsbidrag. Tyska nybyggare inkallades (1759) för att uppodla de jylländska hedarna. Samtidigt gick dock jordbruket tillbaka, till följd av bondeståndets förtryckta ställning, vilken ännu mera förvärrades, när man 1765 började bortsälja kronogodsen. Dock gjordes ett och annat försök att förbättra bondens ställning.

### Konst och vetenskap
Konst och vetenskap främjades på många sätt: en ny dansk teater öppnades 1748, målar- och bildhuggarskolan utvidgades 1754 till en konstakademi, Sorø Akademi återupprättades 1747, en botanisk trädgård, Botanisk Have, anlades 1753–1763, och ett stort sjukhus (Frederiks Hospital) stiftades i Köpenhamn 1756. En mängd tyska och franska författare och vetenskapsmän (bl.a. Klopstock) inkallades och understöddes av staten. Finansernas tillstånd var dåligt, och statsskulden växte betydligt.

### Andra äktenskapet

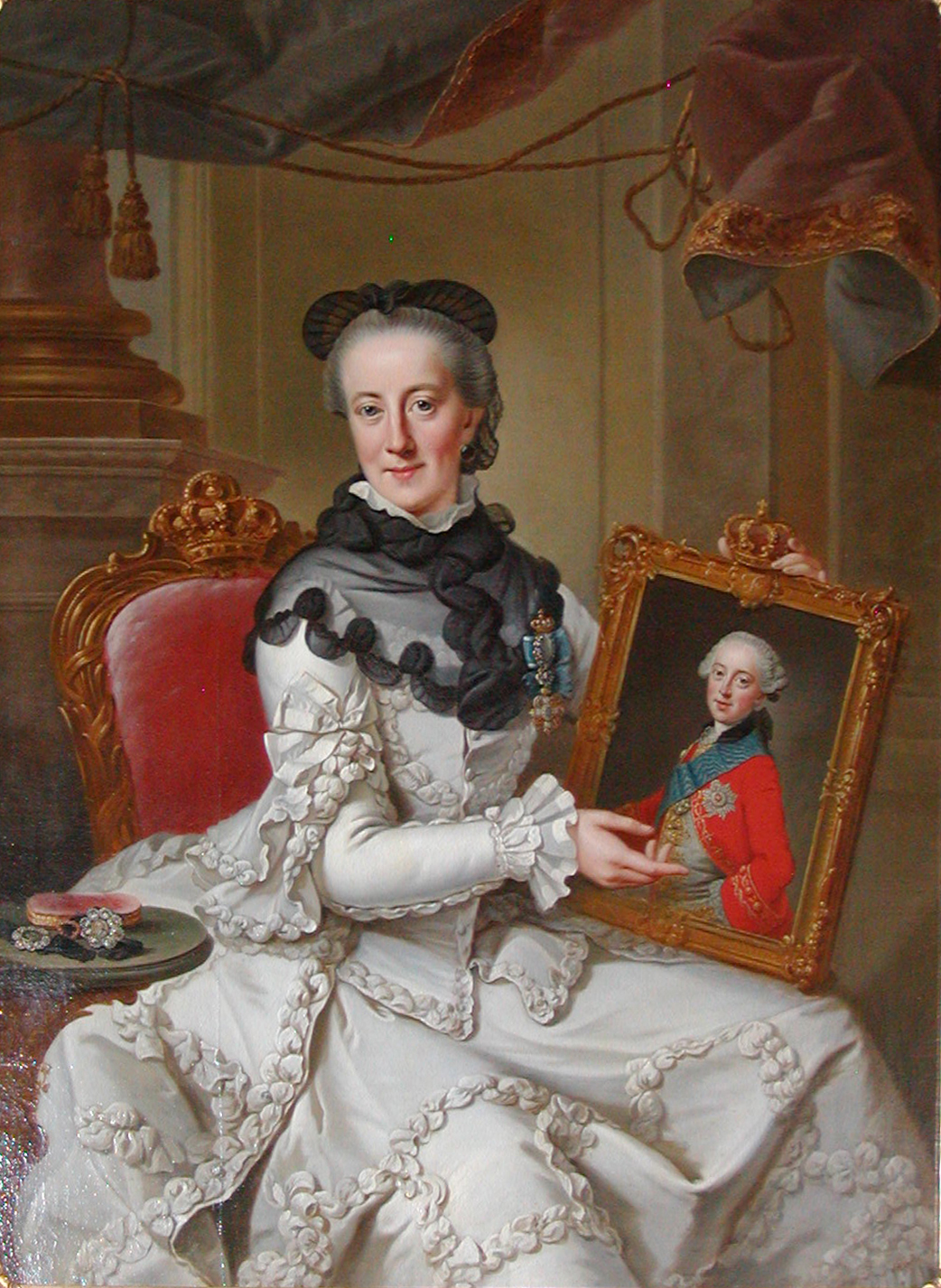
Juliana Maria som änkedrottning med ett porträtt av sin son, arvprins Fredrik. Målad av Johann Georg Ziesenis, 1766–1767.

Redan 1751 blev drottning Louise allvarligt sjuk med ett inklämt navelbråck, då hon väntade sitt sjätte barn. Hon dog dagen efter sin 27-årsdag, efter åtta års äktenskap. Den danska regeringen ansåg att det var bäst att kungen gifte om sig så snart som möjligt, i ett försök att stabilisera hans beteende. Kungen var dock från början ovillig att gifta om sig om det inte var med en engelsk prinsessa, men det fanns ingen i lämplig ålder. En tid tänkte kungen gifta sig med Moltkes unga dotter, grevinnan Catharine Sophie Wilhelmine, men Moltke själv förhindrade detta genom att omedelbart ordna ett äktenskap för sin dotter med greve Hannibal Wedell av Wedellsborg.
Moltke uppmärksammade då kungen på prinsessan Juliana Maria av Braunschweig-Wolfenbüttel, dotter till hertig Ferdinand Albrekt II av Braunschweig-Wolfenbüttel och svägerska till kung Fredrik den store av Preussen. Hennes porträtt, som anskaffades, fick kungens godkännande, och baron F.L. Dehn, en medlem av Geheimekonseljen, skickades till Braunschweig, där han kände personligheter och omständigheter på nära håll, för att få ytterligare information om henne. Eftersom de var positiva ordnades äktenskapet snart. Ett halvår efter drottning Louises död gifte Fredrik därför om sig den 8 juli 1752 i Frederiksborgs slottskyrka med prinsessan Juliane Marie, som kröntes samma dag. Äktenskapet blev ogillat av folket som såg det som för tidigt för kungen att gifta om sig. De fick endast ett barn tillsammans, sonen Arvprins Fredrik, som föddes 1752. Juliane Marie dog på Fredensborgs slott den 10 oktober 1796, 30 år efter sin man.

### Död och begravning

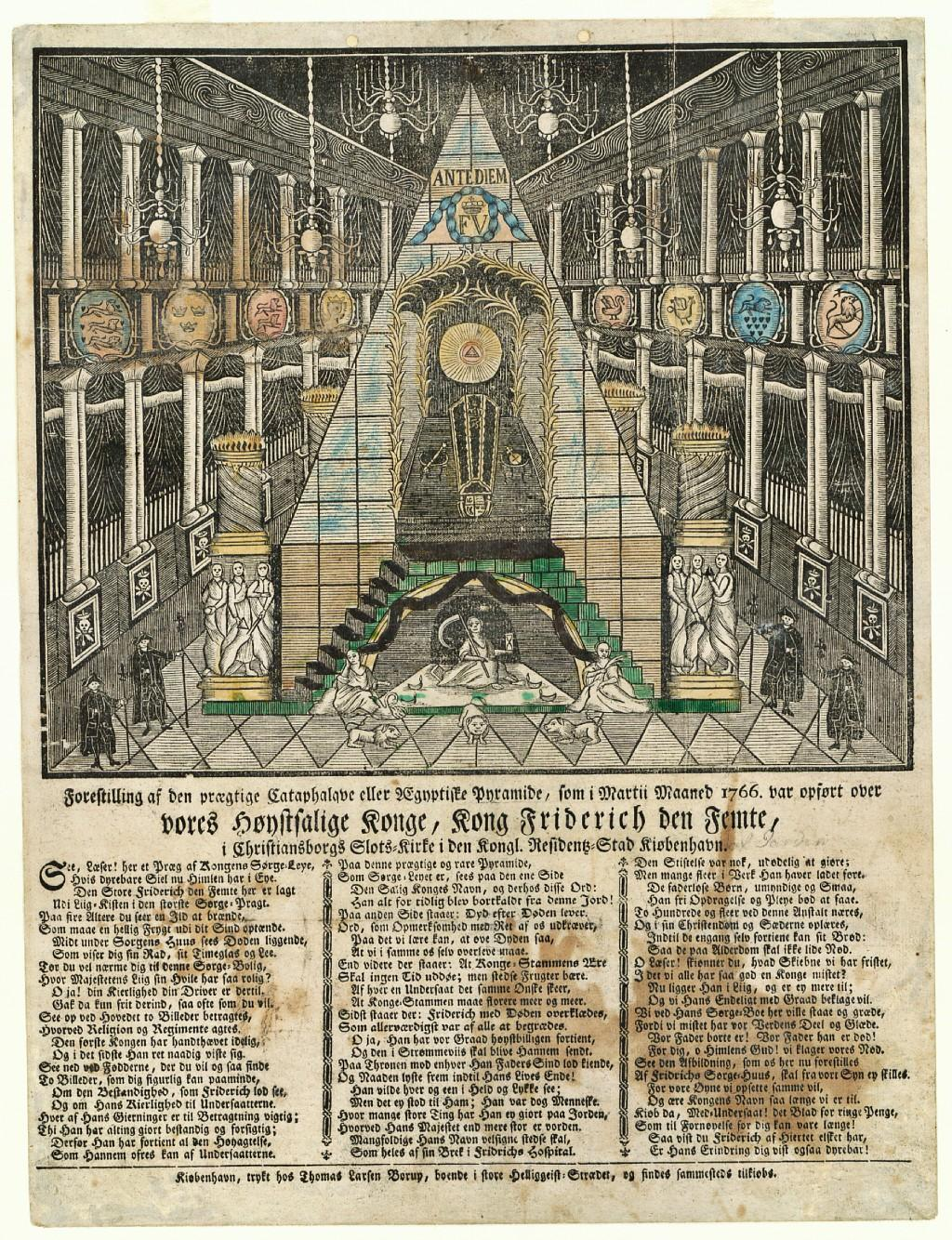
Fredrik V:s castrum doloris i Christiansborgs Slottskyrka i mars 1766.

Med åren kom kungens levnadssätt att gå utöver hans hälsa, särskilt eftersom han inte var alltför robust på förhand. Kungen blev alltmer melankolisk och försummade sig själv och statens angelägenheter. I synnerhet under sina senare år var Fredrik begiven på dryckenskap och utsvävningar. Fredrik dog 42 år gammal till följd av vattusot den 14 januari 1766 på Christiansborgs slott. Han efterträddes som kung av sin äldste överlevande son, den blott 16-årige Kristian VII. Efter ett castrum doloris i Christiansborgs slottskyrka begravdes han i Roskilde domkyrka.

## Familj och stamtavla
Gift 1) med Louise av Storbritannien
Barn:
1. Sofia Magdalena,  född 1746, gift med Gustav III av Sverige.
2. Vilhelmine Karoline, född 1747, gift med Wilhelm I av Hessen-Kassel.
3. Kristian VII, född 1749
4. Louise, född 1750, gift med Karl II av Hessen-Kassel.

Gift 2) med Juliana Maria av Braunschweig-Wolfenbüttel
Barn:
1. Fredrik, född 1753.